# Péniche Opéra
La Péniche Opéra est une compagnie d'opéra de Paris qui a la particularité d'être sur une péniche, d'où son nom. Fondée en 1982 par Mireille Larroche, elle fait aussi du théâtre lyrique et possède le statut de Compagnie nationale de théâtre lyrique et musical. Elle est amarrée dans le bassin de la Villette, au 46, quai de la Loire, dans le 19e arrondissement de Paris.